# تخريم
عملية التخريم (بالإنجليزية: Punching)‏ في عملية تشكيل المعادن هي عملية تستخدم آلة لضغط شكل ما خلال صفيحة من المعدن إلى داخل قالب قطع لتشكيل الشكل المرغوب في المعدن. تستخدم هذه العملية عادة باستخدام مخرطة برجية، آلة تصنيع باستخدام الحاسب الآلي والتي تحتوي على الأدوات والقوالب المقابلة لها في البرج الدوار. تستخدم هذه الآلة الطاقة الكهربائية، أو الهيدروليكية، أو الكهربائية، لضغط الشكل بقوة كافية لقص المعدن إلى الشكل المرغوب. قد لا يتم الحصول على المنتج النهائي في مرحلة واحدة، حيث تكون حواف المنتج خشنةً، ويلزمها عمليات لاحقة من الجلخ والتسوية للحصول على المنتج النهائي.